# Powiat opoczyński

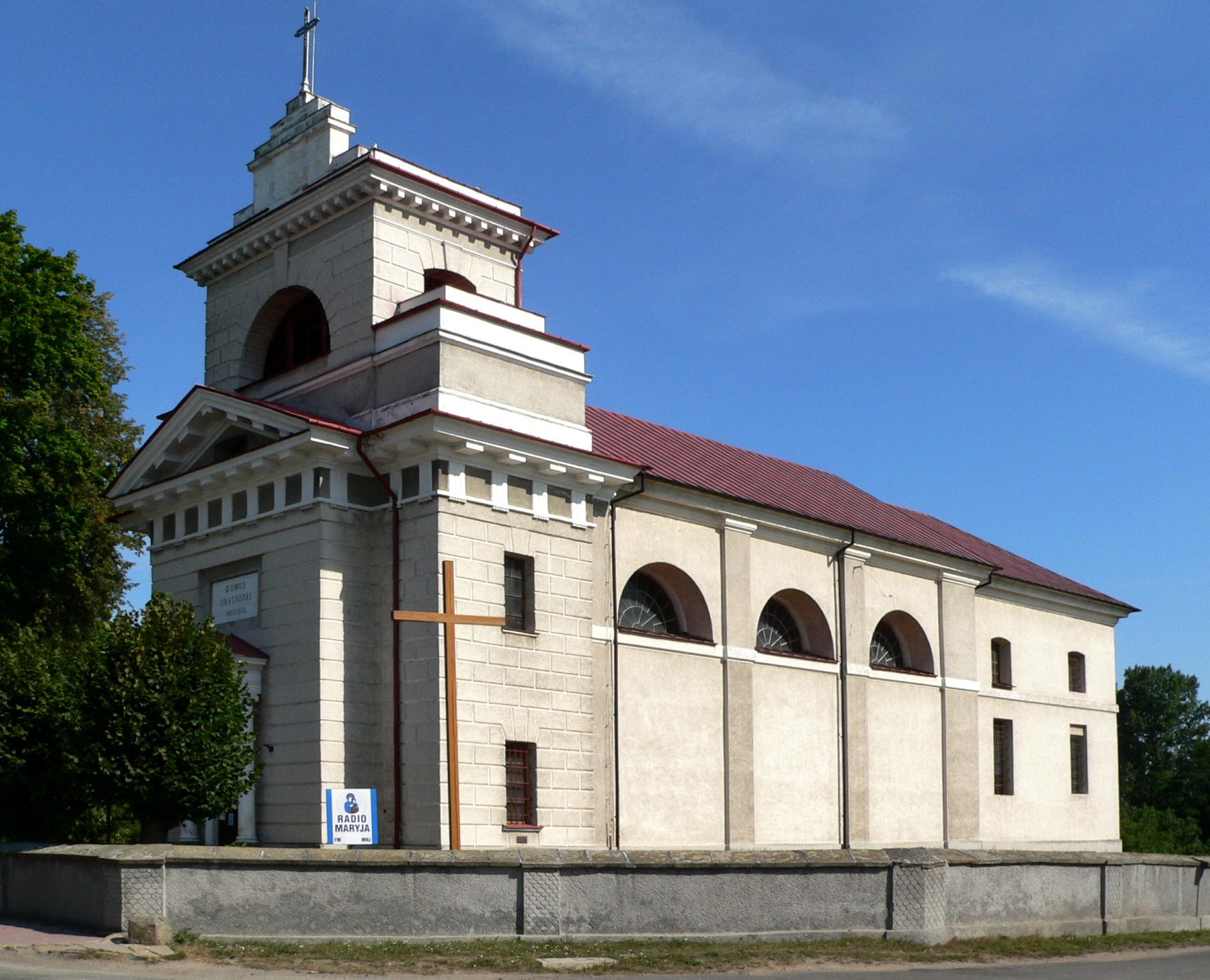
Klasycystyczny kościół w Petrykozach

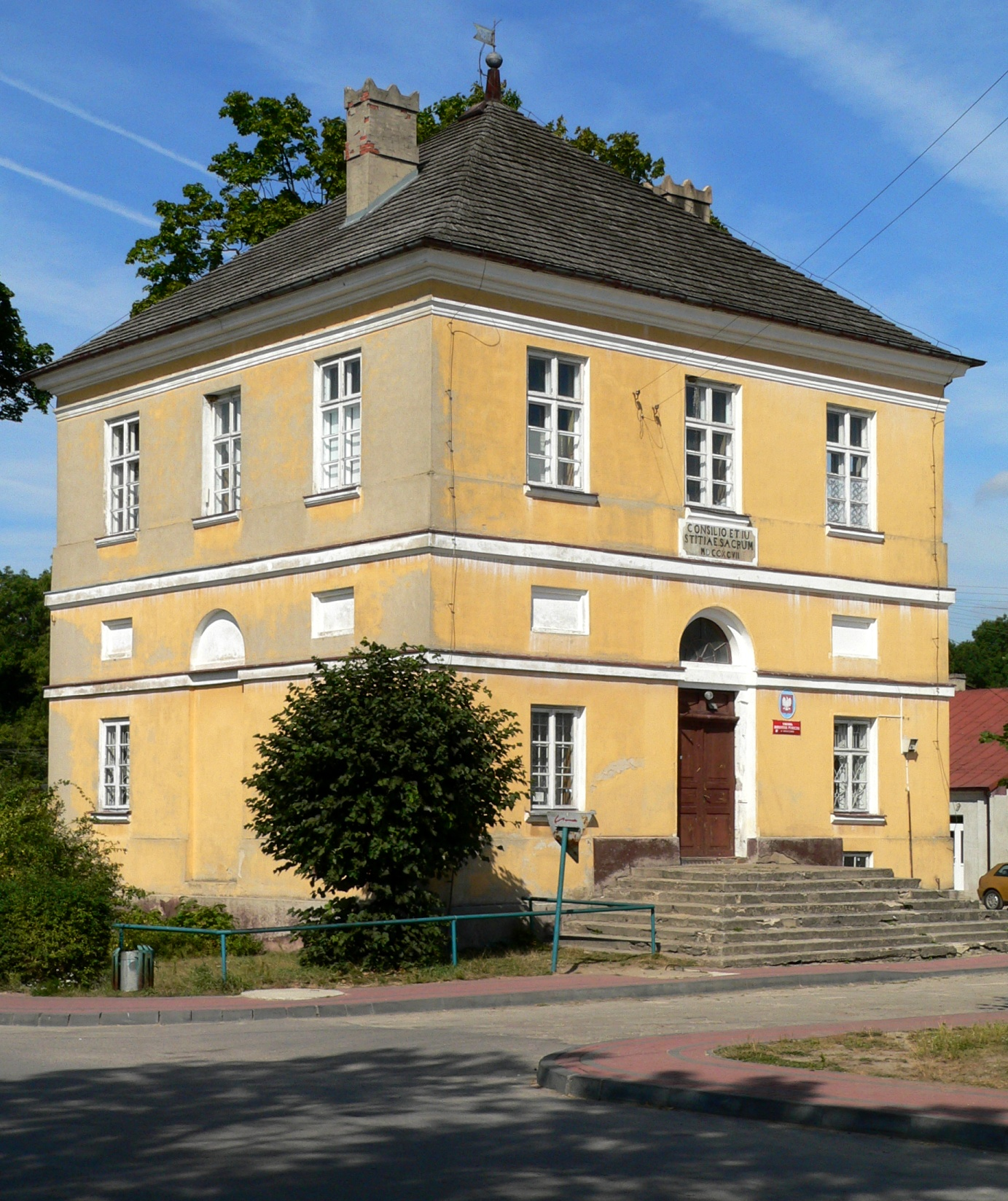
Klasycystyczny ratusz w Białaczowie

Powiat opoczyński – powiat w Polsce (województwo łódzkie), utworzony w 1999 roku w ramach reformy administracyjnej. Jego siedzibą jest miasto Opoczno.
Według danych z 31 grudnia 2019 roku powiat zamieszkiwało 76 106 osób. Natomiast według danych z 30 czerwca 2020 roku powiat zamieszkiwało 75 847 osób.

## Geografia

### Położenie i obszar
Powiat opoczyński ma obszar 1040,19 km².
Powiat stanowi 5,71% powierzchni województwa łódzkiego.

### Podział administracyjny
W skład powiatu wchodzą:
- gminy miejsko-wiejskie: Białaczów, Drzewica, Opoczno, Żarnów,
- gminy wiejskie: Mniszków, Paradyż, Poświętne, Sławno,
- miasta: Białaczów, Drzewica, Opoczno, Żarnów.

| lp.   | Herb | Gmina     | Siedziba  | Powierzchnia [km²] | Ludność | Gęstość zaludnienia [osób/km²] |
| ----- | ---- | --------- | --------- | ------------------ | ------- | ------------------------------ |
| 1     |      | Białaczów | Białaczów | 114,63             | 5952    | 52                             |
| 2     |      | Drzewica  | Drzewica  | 118,19             | 11076   | 94                             |
| 3     |      | Mniszków  | Mniszków  | 124,16             | 4754    | 38                             |
| 4     |      | Opoczno   | Opoczno   | 190,64             | 35461   | 186                            |
| 5     |      | Paradyż   | Paradyż   | 81,39              | 4434    | 54                             |
| 6     |      | Poświętne | Poświętne | 140,81             | 3273    | 23                             |
| 7     |      | Sławno    | Sławno    | 129,31             | 7342    | 57                             |
| 8     |      | Żarnów    | Żarnów    | 141,06             | 6181    | 44                             |
| Razem | –    | 8         | 8         | 1040,19            | 78473   | 75                             |

## Demografia

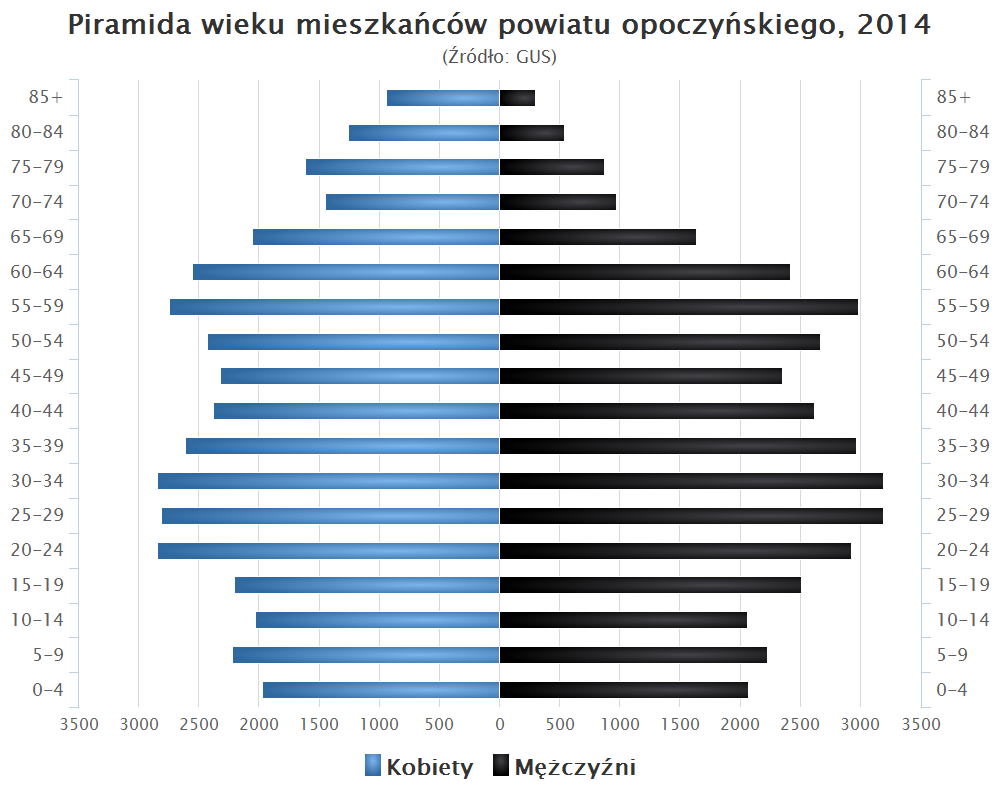
Piramida wieku mieszkańców powiatu opoczyńskiego w 2014 roku

Liczba ludności (dane z 31 grudnia 2007):
|        | Ogółem | Ogółem | Kobiety | Kobiety | Mężczyźni | Mężczyźni |
| osób   | %      | osób   | %       | osób    | %         |           |
| ------ | ------ | ------ | ------- | ------- | --------- | --------- |
| Ogółem | 78 473 | 100    | 39 511  | 50,35   | 38 962    | 49,65     |
| Miasto | 26 729 | 34,06  | 13 697  | 17,45   | 13 032    | 16,61     |
| Wieś   | 51 744 | 65,94  | 25 814  | 32,90   | 25 930    | 33,04     |

▶Wieś vs ▶miasto
Ogółem (▶k, ▶m)
Miasto (▶k, ▶m)
Wieś (▶k, ▶m)

## Turystyka
Miejscowości najbardziej atrakcyjne pod względem turystycznym to Opoczno, Drzewica, Żarnów, Paradyż, Poświętne, Białaczów i Petrykozy oraz Klew i Skórkowice. Na terenie powiatu opoczyńskiego działalność prowadzą dwa oddziały PTTK – w Opocznie i Żarnowie.

## Starostowie opoczyńscy
Na podstawie źródła:
- Stanisław Oleksik (10 listopada 1998 – 22 listopada 2002)
- Tadeusz Głogowski (22 listopada 2002 – 11 sierpnia 2004)
- Andrzej Augustyn Nasulewicz (11 sierpnia 2004 – 27 listopada 2006)
- Józef Leon Róg (27 listopada 2006 – 14 grudnia 2010)
- Jan Wieruszewski (14 grudnia 2010 – 30 stycznia 2013)
- Marek Leon Ksyta (30 stycznia 2013 – 1 grudnia 2014)
- Józef Leon Róg (1 grudnia 2014 – 21 listopada 2018)
- Marcin Józef Baranowski (21 listopada 2018 – nadal)

## Sąsiednie powiaty
- powiat konecki (świętokrzyskie)
- powiat piotrkowski
- powiat przysuski (mazowieckie)
- powiat radomszczański
- powiat tomaszowski